# دنیس بارکلی
دنیس بارکلی (انگلیسی: Dennis Burkley؛ ۱۰ سپتامبر ۱۹۴۵ – ۱۴ ژوئیهٔ ۲۰۱۳) هنرپیشه و کارگردان اهل کشور ایالات متحده آمریکا بود. وی بین سال‌های ۱۹۷۳ تا ۲۰۱۳ میلادی فعالیت می‌کرد. وی در سال ۲۰۱۳ و در خواب، بر اثر حملهٔ قلبی درگذشت.
از فیلم‌ها یا برنامه‌های تلویزیونی که وی در آن نقش داشته است، می‌توان به صورتک، روز پدر، عشق مورفی ، ایست! وگرنه مادرم شلیک می‌کند، قهرمانان، فراتر از قانون، داماد، آن دختر کیست؟ و مردی بی‌گناه اشاره کرد.